# Catalogue en ligne des archives et des manuscrits de l'enseignement supérieur
le Catalogue en ligne des archives et des manuscrits de l'enseignement supérieur ou Calames est un catalogue collectif national dédié aux fonds de manuscrits et archives conservés dans les établissements français d'enseignement supérieur et de recherche.

## Historique
En production depuis 2007, Calames est né dans le cadre du chantier de rétroconversion des données du « Catalogue général des manuscrits » (chantier mené de 2002 à 2008). Il s'agissait pour l'Abes de se doter d'un outil collectif adapté au signalement des archives et manuscrits conservés par les bibliothèques de niveau Enseignement supérieur et Recherche à vocation patrimoniale.

## Détails techniques
Pour les chercheurs, Calames est à leur disposition pour chercher dans les collections des établissements membres à travers un catalogue web. 
Les données sont produites et encodées en XML-EAD1 (Encoded Archival Description). Afin de répondre aux exigences du web de données et de la transition bibliographique, le réseau Calames s'appuie sur les préconisations du groupe de travail national.
Calames est à la fois une interface de consultation et un outil de catalogage conçu et utilisé par un réseau d'experts. L'interface est une version modifiée de l'éditeur XMetal (en) disponible exclusivement pour Windows et accessible sous licence. En 2023, 64 établissements sont membres du réseau Calames.
En termes de réutilisation, les données de Calames sont moissonnées par le site du Catalogue collectif de France (CCFr), ainsi que par le portail SHS Isidore et celui du CERL (en).